# Smertrios (planeta)
Smertrios (HD 149026 b) – planeta pozasłoneczna oddalona o około 257 lat świetlnych, znajdująca się w gwiazdozbiorze Herkulesa. Planeta została odkryta po jej tranzycie przez tarczę gwiazdy Ogma. Pomiary promienia i masy wskazują, że planeta ma nadzwyczajnie duże jądro planetarne.

## Nazwa
Nazwa własna planety, Smertrios, została wyłoniona w 2015 roku w publicznym konkursie. Smertrios był galijskim bóstwem wojny. Nazwę planety zaproponował Club d’Astronomie de Toussaint (Francja).

## Odkrycie
Planeta została odkryta w 2005 przez N2K Consortium, które szukało gwiazd z ciasno orbitującymi gorącymi jowiszami jak Dimidium (51 Pegasi b), skutecznie używając Efektu Dopplera. Widmo gwiazdy było badane przez teleskopy Kecka i Subaru. Mały spadek jasności (0,003m) był wykrywany podczas każdego tranzytu planety, co potwierdziło jej istnienie.
Choć zmiana jasności spowodowana tranzytem planety była mała, jest wykrywalna przez astronomów amatorów, dając sposobność dla amatorów do włożenia ważnego wkładu w badania. W rzeczy samej, jeden astronom amator, Ron Bissinger, faktycznie wykrył częściowy transfer dzień przez opublikowaniem odkrycia.

## Charakterystyka fizyczna
Planeta okrąża gwiazdę po tak zwanej „orbicie – pochodni”. Niezwykłe jest to, że rok na tej planecie trwa mniej niż 3 dni ziemskie. Planeta jest mniej masywna od Jowisza (0,36 MJ, czyli 114 mas Ziemi), ale masywniejsza od Saturna. Temperatura planety była początkowo szacowana na 1450 K, bazując na rozsądnym albedo równym 0,3, sytuując ją jako granicę między klasą IV i klasą V planet według schematu klasyfikacji Sudarsky’ego. Pomiar jasności jej dziennej strony umożliwił oszacowanie temperatury na 2300 ± 200 K przez porównanie połączonych emisji gwiazdy i planety na fali długości 8 μm przed i podczas tranzytu. Ta ekstremalnie wysoka temperatura wskazuje na bardzo dużą absorpcję światła gwiazdy, co sugeruje ciemny kolor planety.
Znanych jest dużo „gorących Saturnów”, ale Smertrios jest unikatowy. W świetle gwiazdy planeta może być czarna, jarząc się czerwonym blaskiem tylko w najgorętszym obszarze podsłonecznym. Większość tranzytujących planet ma promień większy od Jowisza, jednakże promień Smertriosa to jedynie 73% promienia Jowisza i 83% promienia Saturna, co znaczy, że ta planeta jest nadzwyczaj gęsta jak na gazowego olbrzyma o takiej masie. Wytłumaczeniem może być duże jądro zdominowane przez pierwiastki cięższe od wodoru i helu. Teoretyczne modele dają jądru masę 65–70 mas Ziemi. Planeta może zawierać więcej materii skalnej i metali niż wszystkie planety w naszym Układzie Słonecznym.
Robert Naeye spekulował, że na powierzchni jądra przyspieszenie grawitacyjne mogło wynosić 10 g (10 razy większe niż na powierzchni Ziemi).

## Konsekwencje teoretyczne
Odkrycie zostało ogłoszone jako dowód dla popularnej teorii mgławicy gwiazdowej, gdzie planety formują się ze zderzeń mniejszych obiektów. W tym modelu, olbrzymie planety rozwijają się tak duże, by przyciągać lekkie, lecz liczne, atomy wodoru i helu. W każdym razie, przeciwnicy tego modelu podkreślają, że tylko jeden przykład takiej planety nie jest dowodem. Tak duże jądro jest trudne do wytłumaczenia nawet przez pierwszy model.
Inną możliwością jest to, że z powodu ciasnej orbity ta planeta, w przeciwieństwie do Jowisza, wchłonęła wiele skalistych obiektów. Do tego deszcz cięższych cząstek z gwiazdy na planetę mógł pomóc w budowie ciężkiego jądra.
Staranne pomiary prędkości radialnej umożliwiły wykrycie efektu Rossitera-McLaughlina, przesuwającego fotosferyczne linie widmowe, w związku z zakryciem przez planetę części powierzchni gwiazdy. Ten efekt pozwala zmierzyć kąt między płaszczyzną orbity planety i płaszczyzną równika gwiazdy; w przypadku HD 149026 b jest to 11° ± 14°. Dużo większy kąt mógłby sugerować gwałtowny przebieg tworzenia się planety.